# Latina Love Tour
Latina Love Tour fue la sexta gira de conciertos de la cantante mexicana Thalía en apoyo de su álbum de 2016 Latina. Este álbum tuvo un gran impacto comercial en toda América Latina y los Estados Unidos. También fue la primera gira de Thalía en tres años, después de la gira ¡Viva! Tour de 2013. La gira comenzó en Nueva Jersey el 23 de septiembre de 2016 y concluyó el 18 de octubre en el Auditorio Nacional de la Ciudad de México, recaudando 3,7 millones de dólares, en 9 fechas con una asistencia total de 23 mil personas.

## Emisiones y grabaciones
El 10 de octubre de 2016, Thalía anunció en sus redes sociales que un documental sobre la gira sería lanzado.

## Repertorio
| Estados Unidos |
| --- |
| 1. "Video Intro" (Contiene elementos de, "Acción y reacción", "Reencarnación", "Amor a la mexicana", "Noches sin luna", y "El día del amor") 2. "Amor a la mexicana" 3. "Te perdiste mi amor" 4. "No no no" 5. "El próximo viernes" 6. "Gracias a Dios" 7. "Insensible" 8. "Más" 9. "En silencio" (Video Interlude) 10. "Por lo que resta de vida" 11. "¿Qué será de ti?" 12. "Equivocada" 13. "Habítame siempre" 14. "Te encontraré" (Video Interlude) 15. "La movidita" 16. "Todavía te quiero" 17. "De ti" 18. "Medley" (Telenovelas) 1. "Rosalinda" 2. "Marimar" 3. "María la del barrio" 19. "Frutas" 20. "Gracias" (Video Interlude) 21. "Entre el mar y una estrella" 22. "Tiki tiki ta" 23. "Medley" 1. "Tú y yo" 2. "No me enseñaste" 3. "Seducción" 4. "Piel morena" 24. "Desde esa noche" Encore 1. "¿A quién le importa?" 2. "Arrasando" Fuentes : |

| México |
| --- |
| 1. "Video Intro" (Contiene elementos de, "Acción y reacción", "Reencarnación", "Amor a la mexicana", "Noches sin luna", y "El día del amor") 2. "Love" 3. "Medley" (Retro) 1. "Un pacto entre los dos" 2. "Amándote" 3. "En la intimidad" 4. "Fuego cruzado" 5. "Sangre" 6. "Pienso en ti" 7. "Amarillo azul" 4. "Gracias a Dios" 5. "Insensible" 6. "Amore mío" 7. "Más" 8. "En silencio" (Video Interlude) 9. "Por lo que resta de vida" 10. "¿Qué será de ti?" 11. "Equivocada" 12. "Habítame siempre" 13. "Te encontraré" (Video Interlude) 14. "Pena negra" 15. "La movidita" 16. "Todavía te quiero" 17. "De ti" 18. "Medley" (Telenovelas) 1. "Rosalinda" 2. "Marimar" 3. "María la del barrio" 19. "Frutas" 20. "Gracias" (Video Interlude) 21. "Entre el mar y una estrella" 22. "Tiki tiki ta" 23. "Medley" 1. "Tú y yo" 2. "No me enseñaste" 3. "Seducción" 4. "Piel morena" 24. "Amor a la mexicana" 25. "Desde esa noche" Encore 1. "¿A quién le importa?" 2. "Arrasando" |

## Fechas
| Fecha                    | Ciudad              | País           | Lugar                                       |
| ------------------------ | ------------------- | -------------- | ------------------------------------------- |
| 23 de julio de 2022      | Acapulco            | México         | Forum Mundo Imperial                        |
| 19 de agosto de 2022     | Monclova            | México         | Terrenos De La FeriAcero                    |
| 1 de septiembre de 2022  | Oaxaca              | México         | Auditorio Guelaguetza                       |
| 2 de septiembre de 2022  | Puebla              | México         | Auditorio GNP Seguros                       |
| 8 de septiembre de 2022  | Guadalajara         | México         | Auditorio Telmex                            |
| 9 de septiembre de 2022  | Guadalajara         | México         | Auditorio Telmex                            |
| 22 de septiembre de 2022 | Querétaro           | México         | Plaza De Toros Santa María                  |
| 23 de septiembre de 2022 | Morelia             | México         | Plaza Monumental De Morelia                 |
| 24 de septiembre de 2022 | León                | México         | Velaria De La Feria                         |
| 29 de septiembre de 2022 | Monterrey           | México         | Auditorio Citibanamex                       |
| 30 de septiembre de 2022 | Monterrey           | México         | Auditorio Citibanamex                       |
| 1 de octubre de 2022     | Torreón             | México         | Coliseo Centenario Torreón                  |
| 6 de octubre de 2022     | Cancún              | México         | Plaza De Toros Cancún                       |
| 7 de octubre de 2022     | Mérida              | México         | Foro GNP Seguros                            |
| 8 de octubre de 2022     | Veracruz            | México         | World Trade Center                          |
| 14 de octubre de 2022    | Ciudad Juárez       | México         | Centro De Convenciones Las Anitas           |
| 15 de octubre de 2022    | Chihuahua           | México         | Plaza De Toros La Esperanza                 |
| 21 de octubre de 2022    | Ciudad de México    | México         | Auditorio Nacional                          |
| 22 de octubre de 2022    | Ciudad de México    | México         | Auditorio Nacional                          |
| 28 de octubre de 2022    | Mexicali            | México         | Explanada Del FEX                           |
| 29 de octubre de 2022    | Tijuana             | México         | Audiorama El Trompo                         |
| 4 de noviembre de 2022   | San Luis Potosí     | México         | El Domo                                     |
| 5 de noviembre de 2022   | Aguascalientes      | México         | Plaza de toros Monumental de Aguascalientes |
| 12 de noviembre de 2022  | Villahermosa        | México         | Palenque De Gallos                          |
| 17 de noviembre de 2022  | Ciudad de México    | México         | Auditorio Nacional                          |
| 18 de noviembre de 2022  | Ciudad de México    | México         | Auditorio Nacional                          |
| 2 de diciembre de 2022   | Culiacán            | México         | Palenque De Culiacán                        |
| 3 de diciembre de 2022   | Hermosillo          | México         | Expo Forum                                  |
| 8 de diciembre de 2022   | Mazatlán            | México         | Mazatlán International Center               |
| 17 de diciembre de 2022  | Tampico             | México         | ExpoTampico                                 |
| 29 de diciembre de 2022  | Campeche            | México         | Foro Ah-Kim-Pech                            |
| 5 de enero de 2023       | Guayaquil           | Ecuador        | Estadio Modelo Alberto Spencer              |
| 6 de enero de 2023       | Quito               | Ecuador        | Estadio Olímpico Atahualpa                  |
| 8 de enero de 2023       | Buenos Aires        | Argentina      | Campo Argentino de Polo                     |
| 9 de enero de 2023       | Buenos Aires        | Argentina      | Campo Argentino de Polo                     |
| 11 de enero de 2023      | Asunción            | Paraguay       | Jockey Club                                 |
| 13 de enero de 2023      | Concepción          | Chile          | Estadio Municipal de Concepción             |
| 14 de enero de 2023      | Santiago            | Chile          | Movistar Arena                              |
| 15 de enero de 2023      | Santiago            | Chile          | Movistar Arena                              |
| 18 de enero de 2023      | Lima                | Perú           | Jockey Club del Perú                        |
| 20 de enero de 2023      | Bogotá              | Colombia       | Coliseo Live                                |
| 21 de enero de 2023      | Medellín            | Colombia       | Plaza de Toros La Macarena                  |
| 3 de febrero de 2023     | San José            | Costa Rica     | Anfiteatro Coca Cola                        |
| 5 de febrero de 2023     | San Salvador        | El Salvador    | Estadio Cuscatlán                           |
| 7 de febrero de 2023     | Tegucigalpa         | Honduras       | Nacional de Ingenieros Coliseum             |
| 9 de febrero de 2023     | Ciudad De Guatemala | Guatemala      | Explanada Cardales de Cayalá                |
| 11 de febrero de 2023    | Caracas             | Venezuela      | Poliedro de Caracas                         |
| 23 de marzo de 2023      | Monterrey           | México         | Auditorio Citibanamex                       |
| 25 de marzo de 2023      | Guadalajara         | México         | Auditorio Telmex                            |
| 30 de marzo de 2023      | Ciudad de México    | México         | Auditorio Nacional                          |
| 31 de marzo de 2023      | Ciudad de México    | México         | Auditorio Nacional                          |
| 2 de abril de 2023       | Saltillo            | México         | Palenque De La Feria                        |
| 7 de abril de 2023       | Miami               | Estados Unidos | James L. Knight Center                      |
| 8 de abril de 2023       | Orlando             | Estados Unidos | House Of Blues                              |
| 9 de abril de 2023       | Atlanta             | Estados Unidos | Coca-Cola Roxy                              |
| 12 de abril de 2023      | New York            | Estados Unidos | Beacon Theatre                              |
| 13 de abril de 2023      | Washington          | Estados Unidos | Howard Theatre                              |
| 15 de abril de 2023      | Chicago             | Estados Unidos | Rosemont Theatre                            |
| 20 de abril de 2023      | Houston             | Estados Unidos | Smart Financial Centre                      |
| 21 de abril de 2023      | Dallas              | Estados Unidos | The Pavilion At Toyota Music Factory        |
| 22 de abril de 2023      | El Paso             | Estados Unidos | Abraham Chávez Theatre                      |
| 24 de abril de 2023      | Phoenix             | Estados Unidos | Arizona Financial Theatre                   |
| 5 de mayo de 2023        | Puerto Vallarta     | México         | Explanada Vallarta                          |